# Stadtpoliklinik Panevėžys
Die Stadtpoliklinik Panevėžys (lit. Panevėžio miesto poliklinika) ist die größte Poliklinik in der nordlitauischen Gemeinde Panevėžys. Nach Rechtsform ist sie eine öffentliche Anstalt (Viešoji įstaiga).  Sie beschäftigt fast 200 Mitarbeiter (Stand 2025). Die Poliklinik wurde  am 31. Dezember	1997 in der heutigen Rechtsform vom Rat der Stadtgemeinde Panevėžys gegründet. Der Träger ist die Stadtgemeinde.
In der Poliklinik sind 31.218 Einwohner angemeldet, darunter 5.092 Kinder unter 18 Jahren (Stand: August 2022). Täglich kommen rund 1.500 Patienten.

## Leistungen
Die Leistungen werden von 21 Hausärzten, 3 Kinderärzten und 2 Ärzten für innere Medizin, 3 Gynäkologen, 3 Chirurgen, 8 Zahnärzten und 2 Mundhygienikern erbracht. Die Krankenpflege wird von 68 Krankenschwestern für Allgemeinmedizin, 3 Hebammen und 10 Zahnarzthelferinnen geleistet. Die Arbeit in der Poliklinik wird durch ein modernes medizinisches Informationssystem erleichtert.
Es gibt das System zur Verwaltung von Warteschlangen an der Rezeption und im Behandlungsraum. In der Notaufnahme sind zwei Ärzte tätig.

## Entbindungsschule
Für werdende Mütter wurde eine Entbindungsschule eingerichtet, in der Ärzte, Hebammen, Krankenschwestern und Mundhygienikerinnen nach einem vorher festgelegten und angekündigten Zeitplan Schulungen durchführen. Hier werden alle werdenden Mütter betreut, unabhängig davon, bei welcher medizinischen Einrichtung sie angemeldet sind. Für die Bequemlichkeit von Müttern und Vätern wurde ein Mutter-Kind-Zimmer eingerichtet.

## Struktur
- Abteilung für Allgemeinmedizin
- Abteilung für Zahnmedizin
- Amt für Pflege zu Hause
- Zentrum für psychische Gesundheit